# Marja Wokke

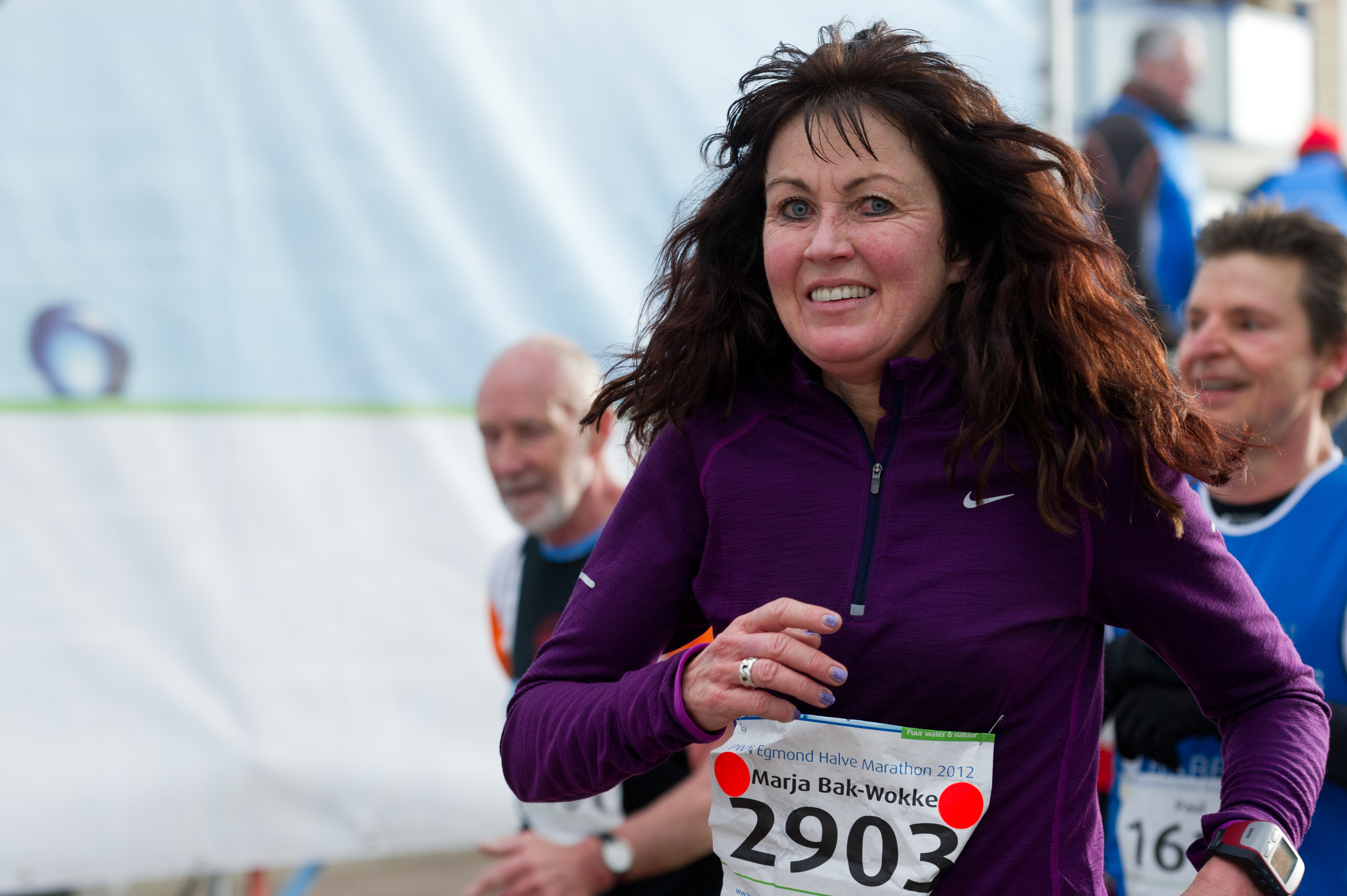
Marja Bak Wokke

Marja Wokke (eigentlich Maria Martha Catharina Bak, verheiratete Bak; * 21. März 1957 in Bergen, Noord-Holland) ist eine ehemalige niederländische Langstreckenläuferin, die sich auf den Straßenlauf spezialisiert hatte.
1978 siegte sie beim Egmond-Halbmarathon mit dem niederländischen Rekord von 1:19:45 h und beim Halbmarathon Groet uit Schoorl.
Im Jahr darauf verteidigte sie ihre Titel in Egmond und Schoorl und siegte beim Midwinter-Marathon in 3:08:06 h.
1980 wurde ihr erfolgreichstes Jahr. Nach ihrem dritten Sieg in Egmond gewann sie das 15-km-Rennen der 20 van Alphen mit nationalem Rekord. Auch bei Groet uit Schoorl siegte sie erneut und verbesserte ihren nationalen Halbmarathon-Rekord auf 1:17:17 h. Beim City-Pier-City Loop stellte sie mit 1:13:59 h eine Weltbestzeit im Halbmarathon auf, die im Januar des Folgejahres von Joan Benoit gebrochen wurde. Eine Woche später siegte sie beim Paderborner Osterlauf mit einem nationalen Rekord im 25-km-Straßenlauf. Danach gewann sie den Amsterdam-Marathon in 2:40:15 h und die Nacht von Borgholzhausen. Einem zweiten Platz beim Nike-OTC Marathon in 2:32:29 h hinter Lorraine Moller folgte die Niederländische Meisterschaft im 15-km-Straßenlauf.
1981 verteidigte sie ihre Titel in Egmond, Alphen, Schoorl und Amsterdam und gewann die Premiere des Rotterdam-Marathons. 1982 wurde sie Fünfte beim Nike-OTC Marathon.
Marja Bak ist verheiratet und lebt in Alkmaar, wo sie eine Naturheilpraxis führt.

## Persönliche Bestleistungen
- 10.000 m: 35:28,9 min, 15. August 1980, Sittard
- 15-km-Straßenlauf: 51:53 min, 8. März 1980, Alphen aan den Rijn (ehemaliger nationaler Rekord)
- Halbmarathon: 1:13:59 h, 29. März 1980 Den Haag (ehemalige Weltbestzeit)
- 25-km-Straßenlauf: 1:31:38 h, 5. April 1980, Paderborn (ehemaliger nationaler Rekord)
- Marathon: 2:32:29 h, 7. September 1980, Eugene (ehemaliger nationaler Rekord)